# Chaz Jankel
Charles Jeremy Jankel, detto Chaz o anche Chas (Stanmore, 16 aprile 1952), è un musicista, compositore e produttore discografico britannico, famoso per avere collaborato con Ian Dury e il suo gruppo dei Blockheads, dei quali è tuttora uno dei componenti di rilievo.

## Attività
Proveniente dall'esperienza funk, Chaz Jankel incontrò Ian Dury nel 1976 a Londra e si offrì di collaborare con il gruppo di sua formazione, i Kilburn and The High-Roads; Dury inizialmente rifiutò in malo modo l'offerta di collaborazione, ma subito dopo accettò Jankel nel suo gruppo, che nel 1977 cambiò nome in Blockheads.
La prima collaborazione importante di Jankel con Ian Dury fu Sex & Drugs & Rock & Roll che apparve anche - sebbene non accreditata in copertina - come traccia d'apertura della seconda facciata della ristampa di New Boots and Panties!!, primo album di Dury con il neoformato gruppo dei Blockheads.
La collaborazione di Jankel - sia da interno che da esterno ai Blockheads - con Ian Dury andò avanti fino alla morte di quest'ultimo nel 2000, e diede vita a brani come Hit me with your Rhythm Stick, Reasons to be Cheerful (Part 3), Sweet Gene Vincent, Blockheads, Wake up and Make Love With Me, Inbetweenies, Spasticus Autisticus, Itinerant Child and You're the Why.
Durante il periodo di collaborazione con Ian Dury, Jankel produsse e compose in proprio diversi album.
Quello d'esordio, Chaz Jankel, del 1980, contiene il brano Ai no corrida, da lui stesso scritto insieme a Kenny Young, e che un anno più tardi, nella versione di Quincy Jones, sarebbe divenuto un successo internazionale.
Al suo attivo anche produzioni di colonne sonore cinematografiche come quelle di Scuola di geni del 1985, D.O.A. (Cadavere in arrivo) del 1988, diretto da sua sorella Annabel Jankel, K2 - L'ultima sfida e I delitti del gatto nero del 1991.
Nel 2010 ricevette la nomination al premio BAFTA per la miglior colonna sonora, per la sua collaborazione alle musiche del film Sex & Drugs & Rock & Roll, biografia di Ian Dury.
La sua collaborazione più recente è con la cantante anglo-americana China Soul, figlia dell'attore David: con essa Jankel ha scritto e prodotto i brani dell'album d'esordio dell'artista, Secrets & Words, del 2010.

## Discografia
- Chaz Jankel (A&M, 1980)
- Chasanova (A&M, 1981)
- Questionnaire (A&M, 1981)
- Chazablanca (A&M, 1983)
- Looking At You (A&M, 1985)
- Out of the Blue (Chaz Jankel, 2001)
- Zoom (Chaz Jankel, 2003)
- Experience (Chaz Jankel, 2005)
- A Bit On the Side (Chaz Jankel, 2008)
- The Submarine Has Surfaced (Chaz Jankel, 2010)